# Milan Zaviačič
Milan Zaviačič (* 17. Mai 1940 in Brünn, Tschechoslowakei unter deutscher Besetzung; † 9. Januar 2010 in Bratislava, Slowakei) war ein slowakischer Mediziner.

## Leben
Nachdem er das Gymnasium in Hodonín besucht hatte, studierte er 1957 bis 1963 an der Comenius-Universität Bratislava. Dort war er ab 1981 Dozent, später Professor und Leiter des Instituts für Pathologie. Er leistete einen wesentlichen Beitrag zur Erforschung des physiologischen Hintergrundes der Weiblichen Ejakulation, indem er die Funktion der Paraurethraldrüse („weibliche Prostata“) untersuchte.

## Werke

### Bücher
- (als Herausgeber): Kompendium patológie, 2 Bände, mehrere Auflagen, ab 1993
- The Human Female Prostate. Slovak Academic Press, Bratislava 1999, ISBN 80-88908-50-7

### Englischsprachige Aufsätze
- (mit Alexandra Zaviačičová, Igor Karol Holoman und Ján Molčan): Female urethral explusions evoked by local digital stimulation of the G-spot. Differences in the response patterns, in: The Journal of Sex Research, Jg. 24.1988, S. 311–318 (erste Seite online auf JSTOR)
- (mit Beverly Whipple): Update on the Female Prostate and the Phenomenon of Female Ejaculation, in: The Journal of Sex Research, Jg. 30.1993, S. 148–151 (erste Seite online auf JSTOR)
- (mit V. Jakubovska, M. Belosovic u. a.): Ultrastructure of the normal adult human female prostate gland (Skene's gland). In: Anatomy and Embryology, Jg. 201.2000, S. 51–61